# Карина Дупрес
Карина Хулия Дескалсо Гусман (на испански: Karina Julia Descalzo Guzmán), по-известна като Карина Дупрес (на испански: Karina Duprez), е мексиканска актриса и режисьор. Тя е втората жена режисьор в редиците на мексиканската компания Телевиса след Беатрис Шеридан.

## Биография
Карина Хулия Дескалсо Гусман е родена на 23 декември 1950 г. в град Мексико. Дъщеря е на актрисата Магда Гусман и режисьора Хулиан Дупрес (Емануел Дескалсо). Има двама братя, Херардо и Карлос, и сестра, Мирта. Майка е на актрисата Магда Карина и баба на актьора Крис Паскал.
На 5-годишна възраст участва в театралната постановка Juegos prohibidos. По-късно започва да учи актьорско майсторство в Академията на Андрес Солер, а след това в Националния институт за изящни изкуства и във Факултета по философия и литература в Национален автономен университет на Мексико. След това заминава за Лондон, където изучава театрална режисура. Дебютира в телевизията и киното в средата на 1960-те години.
През 1979 г. Карина се омъжва за актьора Карлос Ансира. Бракът им продължава до смъртта му през 1987 г.

## Творчество

### Актриса
Теленовели
- Узурпаторката (1998) .... Съдия
- Силата на любовта (1990)
- Замъгленото стъкло (1989) .... Карла
- Дивата Роза (1988) .... Мария Елена Торес
- Хуана Ирис (1985) .... Роса
- Vivir enamorada (1982) .... Карина
- Mamá Campanita (1978)
- Отмъщението (1977) .... Лусия
- Yo y mi mariachi (1976)
- Клетниците (1974) .... Работничка
- Uno para la horca (1974) .... Мили
- Светът на играчките (1974) .... Матилде
- Mi rival (1973)
- El negocio del odio (1972)
- Furias bajo el cielo (1971)
- Siempre hay una primera vez (1971)
- Historia de un amor (1971)
- El amor tiene cara de mujer (1971)
- Yesenia (1970)
- Rubí (1969) .... Секретарката
- El caudillo (1968)
- La venganza de Huracán Ramírez (1967)
- Cumbres borrascosas (1964)

Театър
- El lobo solitario
- Jugando, jugando
- Pobres gentes
- El mercader de Venecia
- Fuenteovejuna
- Doña Rosita la soltera
- El juego que todos jugamos
- Juegos prohibidos

### Режисьор
Теленовели
- Изгарящ огън (2021)
- И утре ще бъде друг ден (2018)
- Първа част на Завинаги Йоан Себастиан (2016)
- Розата на Гуадалупе (2011-настояще)
- Първа част на Когато се влюбиш (2010)
- Втора част на Капризи на съдбата (2009)
- В името на любовта (2008)
- Изпепеляваща страст (2007/08)
- Мечти и бонбони (2005)
- Хубава жена (2001)
- Първа част на Непокорна душа (1999)
- Втора част на Росалинда (1999) (гост-режисьор)
- Капчица любов (1998)
- Първа част на Узурпаторката (1998)
- Втора част на Есмералда (1997)
- Ничии деца (1997)
- Благословена лъжа (1996)
- Първа част на За цял живот (1996)
- Розови връзки за обувки (1994/95)
- Трябваше да си ти (1992/93)
- Първа част на Балада за една любов (1989)

Театър
- Androcles y el león
- El cartero del rey
- El príncipe feliz
- El soldadito de plomo

### Продуцент
Театър
- El pensamiento
- El diario de un loco

## Награди

### Награди TVyNovelas
| Година | Категория          | Теленовела          | Резултат   |
| ------ | ------------------ | ------------------- | ---------- |
| 2010   | Най-добър режисьор | Капризи на съдбата  | Печели     |
| 2008   | Най-добър режисьор | Изпепеляваща страст | Номинирана |
| 2006   | Най-добър режисьор | Мечти и бонбони     | Номинирана |

### Награди ACE
| Година | Категория          | Теленовела         | Резултат |
| ------ | ------------------ | ------------------ | -------- |
| 2010   | Най-добър режисьор | В името на любовта | Печели   |